# كيم فرانسون
كيم فرانسون (بالسويدية: Kim Fransson)‏ هو مغني سويدي، ولد في 7 يونيو 1982.

## وصلات خارجية
- الموقع الرسمي
- كيم فرانسون على موقع ميوزك برينز (الإنجليزية)